# مأمور مخفی (فیلم ۲۰۱۹)
مأمور مخفی (به انگلیسی: The Operative) یک فیلم در ژانر مهیج و جاسوسی محصول سال ۲۰۱۹ است که توسط یووال آدلر، فیلمساز اسرائیلی، تألیف و کارگردانی شده‌است، فیلم بر اساس رمان عبری به نام The Teacher English (המורה לאנגלית) نوشته Yiftach Reicher-Atir یک افسر اطلاعاتی سابق نوشته شده‌است. بخش‌هایی از این فیلم در ایران به‌طور مخفی و بدون مجوز فیلم‌برداری شده‌است. در این فیلم دیانه کروگر، مارتین فریمن و کاس انور به ایفای نقش می‌پردازند.
این فیلم نخستین بار در ۱۰ فوریه ۲۰۱۹ در جشنواره بین‌المللی فیلم برلین به نمایش گذاشته شد و در تاریخ ۲ اوت ۲۰۱۹ به وسیله شرکت توزیع کننده ورتیکال انترتینمنت منتشر شد.

## داستان
راشل (با بازی دیانه کروگر) یک جاسوس سرکش از نیروهای اطلاعاتی ملی اسرائیل یعنی موساد است. او هنگام حضور در مراسم تشییع جنازه پدرش در لندن، بدون هیچ ردی ناپدید می‌شود. تنها سرنخ محل زندگی وی، تماس، رمزآمیزی است که وی را به افسر اطلاعاتی سابق خود به نام توماس (مارتین فریمن)، که سپس توسط موساد از آلمان به اسرائیل احضار می‌شود، می‌رساند. حالا او باید بفهمد چه تهدیدهایی ممکن است برای عملکرد راشل ایجاد شود و در عین حال برای محافظت از وی نیز تلاش کند.

## بازیگران
- دیانه کروگر در نقش راشل
- مارتین فریمن در نقش توماس
- کاس انور در نقش فرهاد
- لیرون لوو در نقش دن
- یاکوف زاده دانیل در نقش آران
- اواد نولر در نقش استفان

## تولید

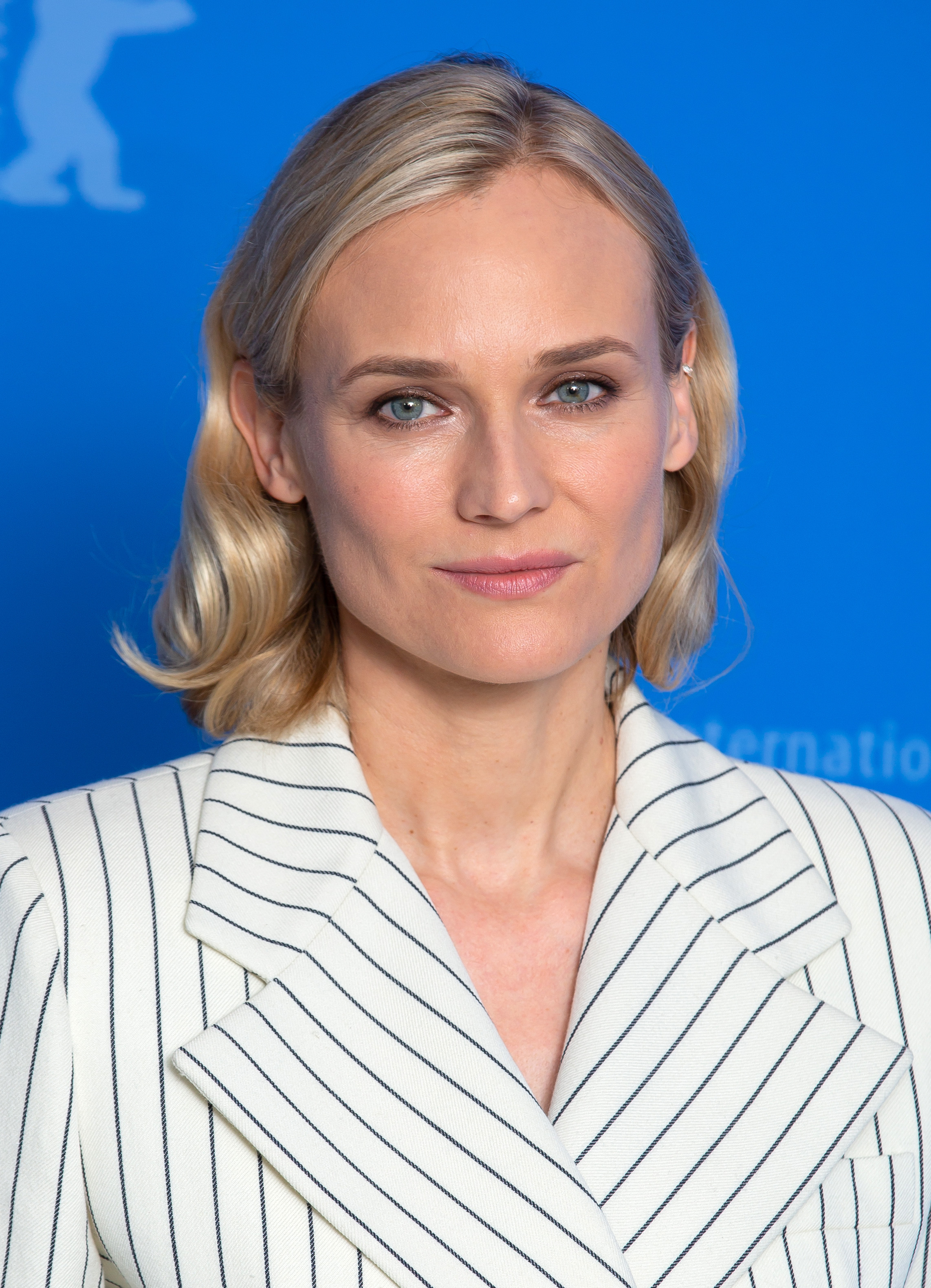
دیانه کروگر یکی از بازیگران فیلم، در برلیناله ۲۰۱۹.

در فوریه ۲۰۱۸، اعلام شد که دیانه کروگر و اریک بانا به بازیگران این فیلم پیوسته‌اند، و با فیلمنامه ای که یووال آدلر نوشته بازی می‌کنند. ایتان منصوری، آن کری، مایکل وبر و ویولا فوگن به عنوان تهیه‌کننده این فیلم زیر نظر شرکت‌های Spiro Films , Archer Grey , Match Factory Productions Productions فعالیت می‌کنند، در حالی که تدی شوارتزمن به عنوان تهیه‌کننده اجرایی زیر نظر شرکت Black Bear Pictures فعالیت می‌کرد. در ماه مه سال ۲۰۱۸، کاس انور و مارتین فریمن به جمع بازیگران این فیلم پیوستند و اعلام شد آنها جایگزین اریک بانا شده‌اند.

## انتشار
این فیلم نخستین بار در جشنواره بین‌المللی فیلم برلین در تاریخ ۱۰ فوریه ۲۰۱۹ نمایش داده شد. اندکی بعد، ورتیکال انترتینمنت حق توزیع فیلم را بر عهده گرفت. و در ۲ اوت ۲۰۱۹ فیلم را منتشر کرد.

## بازتاب‌ها

### گیشه
مأمور مخفی در آمریکای شمالی ۰ دلار و در کل ۱٫۴ میلیون دلار در سراسر جهان فروش کرد.

### نقد
در پایگاه اینترنتی رتبه‌بندی راتن تومیتوز، فیلم براساس ۳۲ نقد رتبه متوسط ۵٫۱۱ / ۱۰ را از رتبه ۴۱٪ کسب کرد. اجماع منتقدان این وب سایت می‌نویسد: «دیانه کروگر عملکردی کاملاً مستحکم را ارائه می‌دهد، اما فیلم مأمور مخفی یک مأموریت فراموش نشدنی را دنبال می‌کند که برای طرفداران این ژانر خیلی آشنا خواهند بود.» در متاکریتیک، فیلم براساس ۱۰ نقد، میانگین نمره متوسط ۴۷ از ۱۰۰ را به دست آورد که نشان دهنده «نقدهای مختلط یا متوسط» است.